# Waschhaus (Beton-Bazoches)

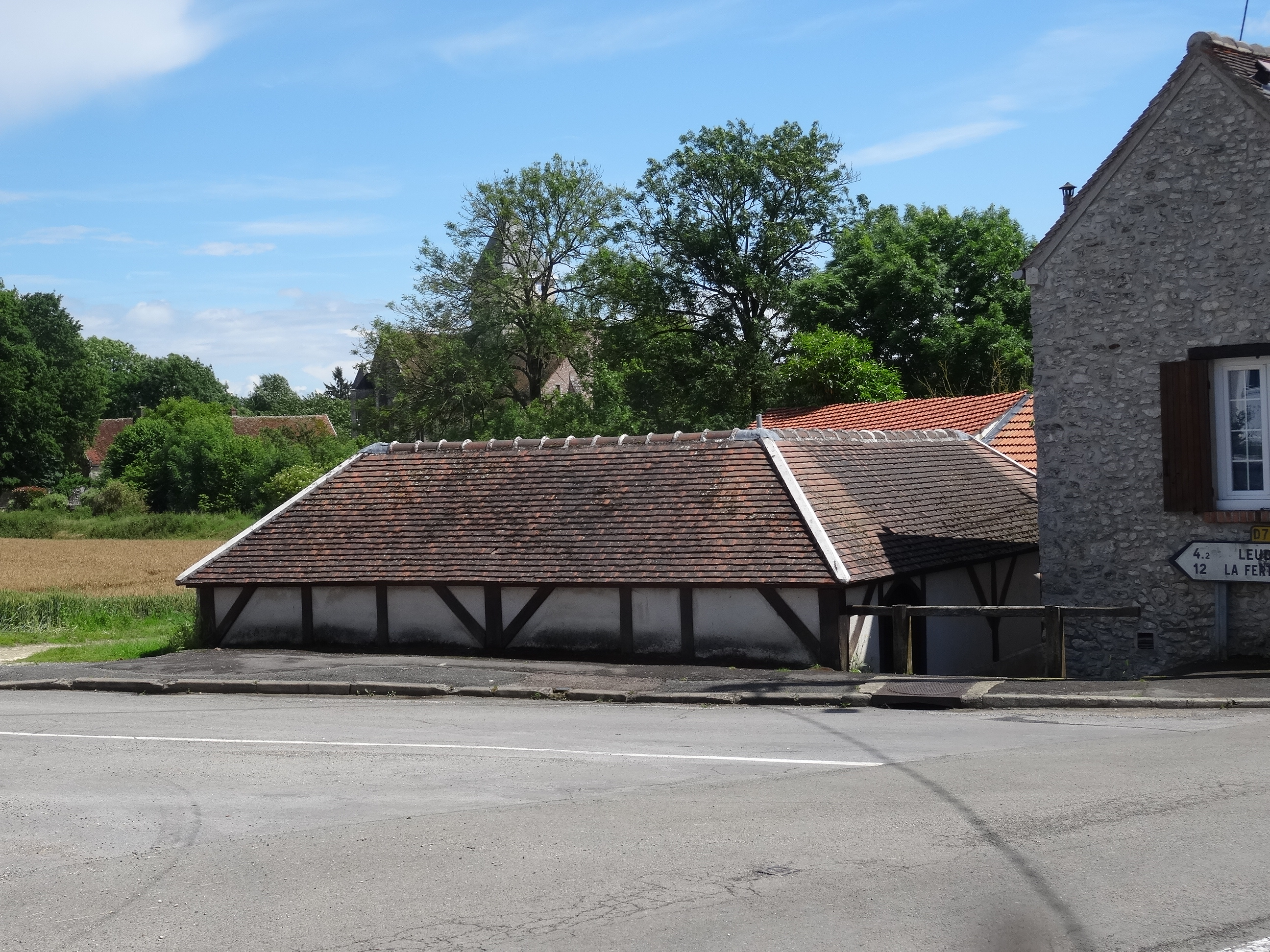
Waschhaus in Beton-Bazoches

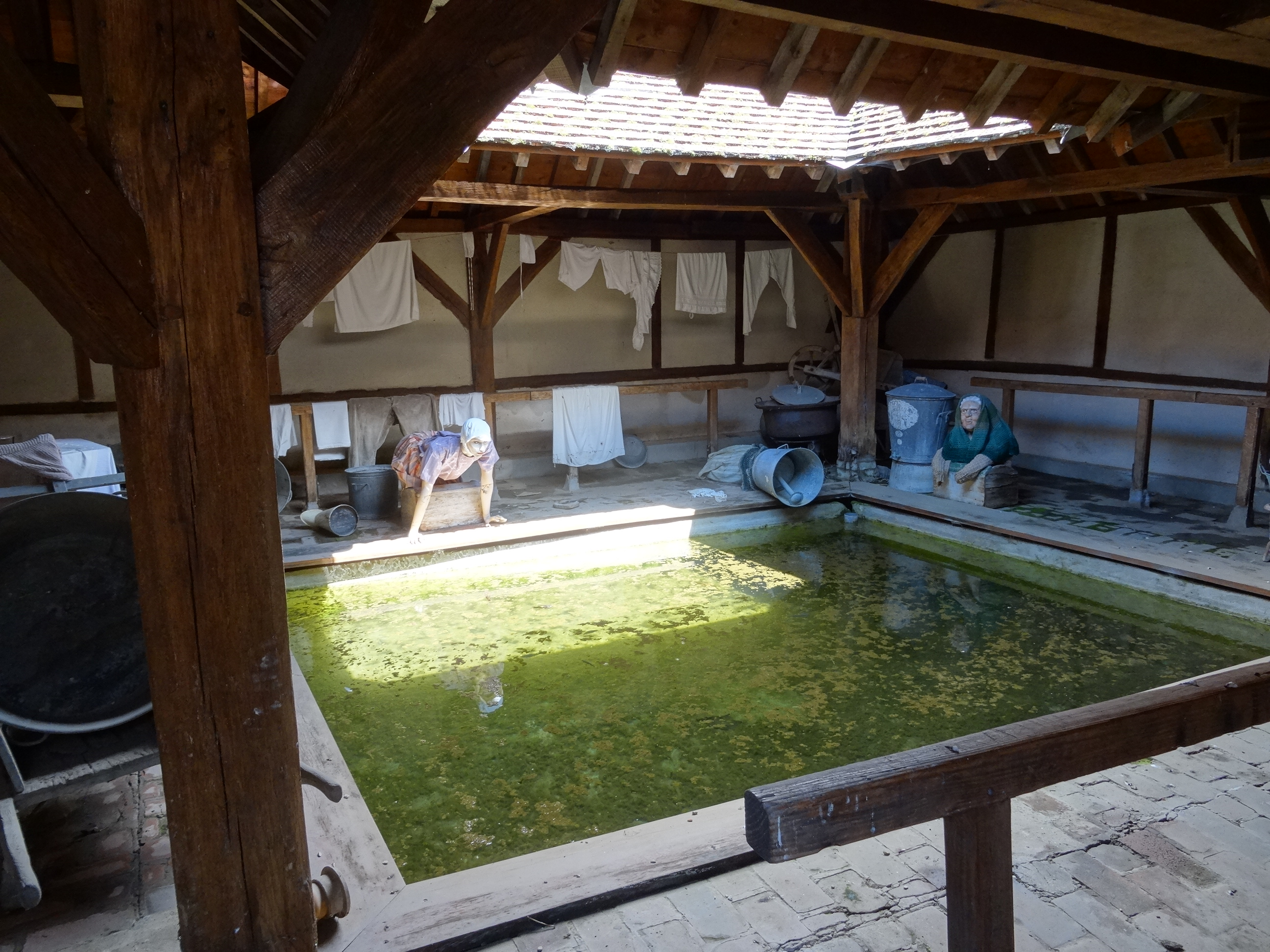
Innenansicht mit Ausstellung

Das Waschhaus (französisch lavoir) in Beton-Bazoches, einer französischen Gemeinde im Département Seine-et-Marne in der Region Île-de-France, wurde im 19. Jahrhundert am Fluss Aubetin errichtet.
Das öffentliche Waschhaus in Fachwerkbauweise in der Rue de Coulommiers wurde bis in die 1950er Jahre genutzt.
Eine Ausstellung mit Puppen und originalem Zubehör zeigt die Arbeit der Wäscherinnen.